# Il·lusió de la quadrícula

Il·lusió de quadrícula centellejant

Quadrícula de Hermann

La il·lusió de la quadrícula  és una il·lusió òptica. Els dos tipus més comuns són la "il·lusió de quadrícula de Hermann" i la "il·lusió de quadrícula centellejant".
La il·lusió de la quadrícula centellejant fa creure a l'individu que els punts que observa situats a les interseccions entre dues línies, una de vertical i una altra horitzontal, apareixen i desapareixen. Quan la persona manté la seva vista sobre una única intersecció, el punt desapareix.
La il·lusió de la quadrícula de Hermann va ser observada per Ludimar Hermann el 1870.És molt similar a l'anterior: quan es mira un dibuix amb una quadrícula blanca sobre un fons negre, es té la impressió que sorgeixen taques "fantasmes" a les interseccions de les línies. Les taques desapareixen quan s'observa directament la intersecció. Això explica per què es veuen punts en la intercepcions.
La diferència entre la quadrícula de Hermann i la quadrícula centellejant és que la centellejant ja conté els punts de les interseccions, al contrari que la de Hermann, que no les té.

## Teories
L'efecte de les dues il·lusions òptiques sovint s'explica per un procés neural anomenat inhibició lateral. La intensitat en un punt del sistema visual no és simplement el resultat d'un únic receptor, sinó el resultat d'un grup de receptors que responen a la presentació d'estímuls en el que es denomina un camp receptiu.
Una cèl·lula ganglionar de la retina reuneix les entrades de diversos fotoreceptors en una àrea de la retina; l'àrea en l'espai físic a la qual responen els fotoreceptors és el "camp receptiu" de les cèl·lules ganglionars. En el centre del camp receptiu els fotoreceptors individuals exciten la cèl·lula ganglionar quan detecten un augment de la il·luminació; els fotoreceptors en l'àrea circumdant inhibeixen la cèl·lula ganglionar. Així, atès que un punt en una intersecció està envoltat per més àrees d'intensitat que un punt en el mitjà d'una línia, la intersecció sembla més fosca a causa de la inhibició.
Existeix una gran evidència que la teoria de les cèl·lules ganglionars de la retina és insostenible. Per exemple, fer que les línies de la quadrícula siguin ondulades en lloc de rectes elimina tant la il·lusió de la quadrícula d'Hermann com la il·lusió de la quadrícula centellejant. La teoria de Baumgartner/*RGC no prediu aquest resultat. La teoria de la inhibició lateral tampoc pot explicar el fet que la il·lusió de la quadrícula d'Hermann es percebi en un rang d'amples de barra. La teoria de la inhibició lateral prediria que disminuir la grandària de la quadrícula (i, per tant, disminuir la quantitat d'inhibició en la intersecció) elimina l'efecte il·lusori. Una explicació alternativa és que la il·lusió es deu a cèl·lules simples de tipus S1 en l'escorça visual.